# Gmina Łaszczów
Die Gmina Łaszczów ist eine Stadt-und-Land-Gemeinde im Powiat Tomaszowski der Woiwodschaft Lublin in Polen. Ihr Sitz ist die gleichnamige Stadt mit 2170 Einwohnern.

## Gliederung
Zur Stadt-und-Land-Gemeinde gehören neben der Stadt Łaszczów folgende 20 Ortschaften mit einem Schulzenamt:
Czerkasy
Dobużek
Domaniż
Hopkie
Kmiczyn
Łaszczów-Kolonia
Małoniż
Muratyn
Nabróż
Nadolce
Pieniany
Pieniany-Kolonia
Podhajce
Podlodów
Pukarzów
Ratyczów
Steniatyn
Wólka Pukarzowska
Zimno
Weitere Orte der Gemeinde sind:
Dobużek-Kolonia
Hopkie-Kolonia
Kmiczyn-Kolonia
Muratyn-Kolonia
Nabróż-Kolonia
Pukarzów-Kolonia
Pukarzów (osada)
Sośnina
Steniatyn-Kolonia
Zimno-Kolonia